# Rafael Bordalo Pinheiro
Raphael Augusto Prostes Bordallo Pinheiro  (Lisboa, 21 de março de 1846 — Lisboa, 23 de janeiro de 1905) foi um artista português, de obra vasta dispersa por largas dezenas de livros e publicações, precursor do cartaz artístico em Portugal, desenhador, aguarelista, ilustrador, decorador, caricaturista político e social, jornalista, ceramista e professor. O seu nome está intimamente ligado à caricatura portuguesa, à qual deu um grande impulso, imprimindo-lhe um estilo próprio que a levou a uma qualidade nunca antes atingida. É o autor da representação popular do Zé Povinho, que se veio a tornar num símbolo do povo português. Entre seus irmãos estava o pintor Columbano Bordalo Pinheiro.
O Museu Raphael Bordallo Pinheiro, em Lisboa reúne parte significativa da sua obra, e o museu de ceramica de Rafael Bordalo Pinheiro nas Caldas Da Rainha.

## Biografia
Nascido Rafael Augusto Prostes Bordalo Pinheiro , filho de Manuel Maria Bordallo Pinheiro (1815-1880) e D. Maria Augusta do Ó Carvalho Prostes, em família de artistas, cedo ganhou o gosto pelas artes. Em 1860 inscreveu-se no Conservatório e posteriormente matriculou-se sucessivamente na Academia de Belas Artes (desenho de arquitetura civil, desenho antigo e modelo vivo), no Curso Superior de Letras e na Escola de Arte Dramática, para logo de seguida desistir. Estreou-se no Teatro Garrett embora nunca tenha vindo a fazer carreira como ator.
Em 1863, o pai arranjou-lhe um lugar na Câmara dos Pares, onde acabou por descobrir a sua verdadeira vocação, motivado pelas intrigas políticas dos bastidores.
Desposou Elvira Ferreira de Almeida em 1866 e no ano seguinte nasceu o seu filho Manuel Gustavo Bordallo Pinheiro.
Começou por tentar ganhar a vida como artista plástico com composições realistas, apresentando pela primeira vez trabalhos seus em 1868, na exposição promovida pela Sociedade Promotora de Belas-Artes, onde apresentou oito aguarelas inspiradas nos costumes e tipos populares, com preferência pelos campinos de trajes vistosos. Em 1871 recebeu um prémio na Exposição Internacional de Madrid. Paralelamente foi desenvolvendo a sua faceta de caricaturista, ilustrador e decorador.
Em 1875 criou a figura do Zé Povinho, publicada n'A Lanterna Mágica (1875). Nesse mesmo ano, partiu para o Brasil onde colaborou em alguns jornais e enviava a sua colaboração para Lisboa, voltando a Portugal em 1879, tendo lançado  O António Maria (1879-1885;1891-1898). Experimentou trabalhar o barro em 1885 e começou a produção de louça artística na Fábrica de Faianças das Caldas da Rainha.
Faleceu a 23 de janeiro de 1905 em Lisboa, na Casa do Ferreira das Tabuletas nº 32 da rua da Abegoaria (atual Largo Rafael Bordalo Pinheiro), onde é agora o Tapas n´Friends Trindade, no Chiado, freguesia do Sacramento, em Lisboa. Teve funeral católico, no qual participaram várias dezenas de pessoas, incluindo políticos de destaque. Destacou-se a oração fúnebre do jovem médico António José de Almeida. Segundo José-Augusto França foi esta até então a maior consagração pública prestada a um artista plástico em Portugal.
Em 1921 foi proferida uma conferência em homenagem a Rafael Bordalo Pinheiro, seu pai  Manuel Maria Bordalo Pinheiro, e seu filho Manuel Gustavo Bordalo Pinheiro que resultou na obra Os três Bordalos.

## O desenhador

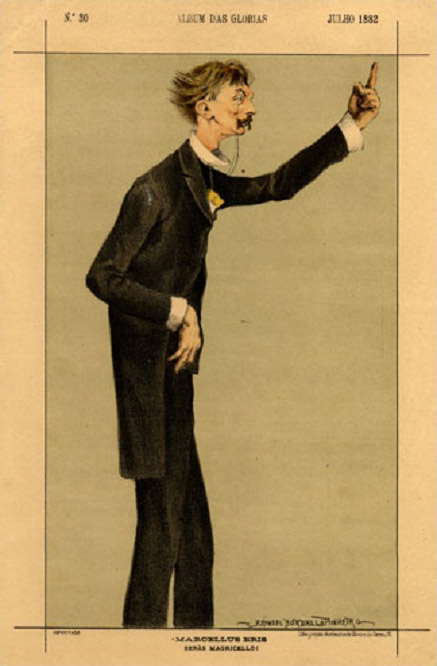
Caricatura de Lopes Trovão.

Bordalo Pinheiro deixou um legado iconográfico verdadeiramente notável, tendo produzido dezenas de litografias. Compôs inúmeros desenhos para almanaques, anúncios e revistas estrangeiras como El Mundo Comico (1873-74), Ilustrated London News, Ilustracion Española y Americana (1873), L'Univers Illustré e El Bazar. Fez desenhos em álbuns de senhoras, foi o autor de capas e de centenas de ilustrações em livros, e em folhas soltas deixou portraits-charge de diversas personalidades. Começou a fazer caricatura por brincadeira como aconteceu nas paredes dos claustros do edifício onde dava aulas o Professor Jaime Moniz, onde apareceram, desenhados a ponta de charuto, as caricaturas dos mestres. Mas é a partir do êxito alcançado pel'O Dente da Baronesa (1870), folha de propaganda a uma comédia em 3 actos de Teixeira de Vasconcelos, que Bordalo entra definitivamente para a cena do humorismo gráfico. Desenvolveu a sequência narrativa figurada, precursora da banda desenhada, e em 1872 edita o álbum Apontamentos de Raphael Bordallo Pinheiro sobre a Picaresca Viagem do Imperador de Rasilb pela Europa, que trata as peripécias do soberano de Rasilb (anagrama de Brasil), em visita pela Europa. Em 1881 publicou No lazareto de Lisboa e assinou a capa de A Mosca: monólogo em verso da autoria de Fernando Caldeira. Em 1884 torna a ser o ilustrador de Itália: recordações da autoria de Luís Jardim, e do periódico Lisboa creche: jornal miniatura, e em 1885 ilustra Do outro lado da autoria de Alfredo de Morais Pinto (Pan-Tarântula) bem como A lusa bambochata da autoria de João Pereira da Costa Lima.
Dotado de um grande sentido de humor mas também de uma crítica social bastante apurada e sempre em cima do acontecimento, caricaturou todas as personalidades de relevo da política, da Igreja e da cultura da sociedade portuguesa. Apesar da crítica demolidora de muitos dos seus desenhos, as suas características pessoais e artísticas cedo conquistaram a admiração e o respeito público que tiveram expressão notória num grande jantar em sua homenagem realizado na sala do Teatro Nacional D. Maria II, em 6 de Junho de 1903 que, de forma inédita, congregou à mesma mesa praticamente todas as figuras que o artista tinha caricaturado.
Na sua figura mais popular, o Zé Povinho, conseguiu projectar a imagem do povo português de uma forma simples mas simultaneamente fabulosa, atribuindo um rosto ao país. O Zé Povinho continua a ser retratado até aos nossos dias e utilizado por diversos caricaturistas para revelar de uma forma humorística os podres da sociedade
Foi ele que se fez "ouvir" com as suas caricaturas da queda da monarquia.
Também se atribui ao artista a ilustração referente a Chiquinha Gonzaga na capa de partitura da polca Atraente, primeiro grande sucesso da pianista, compositora e maestrina, em 1877.

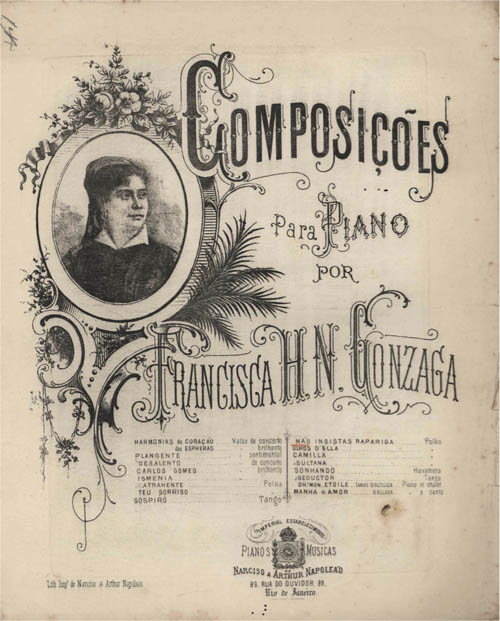
Capa de partitura da compositora e pianista Chiquinha Gonzaga, com ilustração feita por Rafael Bordalo Pinheiro em 1877.

## O ceramista

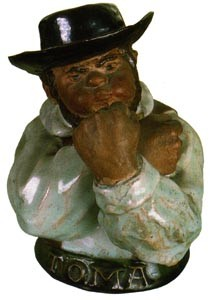
Imagem em barro do Zé Povinho.

Tendo aceitado o convite para chefiar o setor artístico da Fábrica de Faianças das Caldas da Rainha (1884), aí criou o segundo momento de renovação da cerâmica Caldense. Bordallo Pinheiro dedicou-se à produção de peças de cerâmica que, nas suas mãos, rapidamente, adquiriram um cunho original. Jarras, vasos, bilhas, jarrões, pratos e outras peças demonstram um labor tão frenético e criativo quanto barroco e decorativista, características, aliás, também presentes nos seus trabalhos gráficos. Mas Bordalo não se restringiu apenas à fabricação de loiça ornamental. Além de ter desenhado uma baixela de prata da qual se destaca um originalíssimo faqueiro que executou para o 3º visconde de S. João da Pesqueira, satisfez dezenas de pequenas e grandes encomendas para a decoração de palacetes: azulejos, painéis, frisos, placas decorativas, floreiras, fontes-lavatório, centros de mesa, bustos, molduras, caixas, e também broches, alfinetes, perfumadores, etc.
No entanto, a cerâmica também não poderia excluir as figuras do seu repertório. A par das esculturas que modelou para as capelas do Buçaco representando cinquenta e duas figuras da Via Sacra, Bordalo apostou sobretudo nas que lhe eram mais gratas: o Zé Povinho (que será representado em inúmeras atitudes), a Maria Paciência, a mamuda ama das Caldas, o polícia, o padre tomando rapé e o sacristão de incensório nas mãos, a par de muitos outros.
Embora financeiramente, a fábrica se ter revelado um fracasso, a genialidade deste trabalho notável teve expressão nos prémios conquistados: uma medalha de ouro na Exposição Colombiana de Madrid em 1892, em Antuérpia (1894), novamente em Madrid (1895), em Paris (1900), e nos Estados Unidos, em St. Louis (1904).
Por ocasião do 135º aniversário da fábrica de faianças Bordallo Pinheiro, o artista Vhils foi convidado para criar um prato cerâmico comemorativo.

## O jornalista

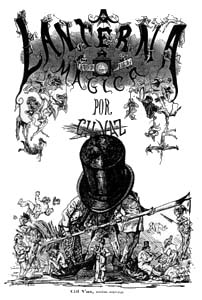
Capa do primeiro jornal de crítica diário: "A Lanterna Mágica".

Raphael Bordallo Pinheiro destacou-se sobretudo como um homem de imprensa. Durante cerca de 35 anos (de 1870 a 1905) foi a alma de todos os periódicos que dirigiu quer em Portugal, quer nos três anos que trabalhou em terras brasileiras.
Semanalmente, durante as décadas referidas, os seus periódicos debruçaram-se sobre a sociedade portuguesa nos mais diversos quadrantes, de uma forma sistemática e pertinente.
Em 1870 lançou três publicações: "O Calcanhar de Aquiles", "A Berlinda" e O Binóculo, este último, um semanário de caricaturas sobre espectáculos e literatura, talvez o primeiro jornal, em Portugal, a ser vendido dentro dos teatros;  seguiu-se o "M J ou a História Tétrica de uma Empresa Lírica"  em 1873. Todavia, foi "A Lanterna Mágica", em 1875, que inaugurou a época da actividade regular deste jornalista "sui generis" que, com todo o desembaraço, ao longo da sua actividade, fez surgir e também desaparecer inúmeras publicações. Em 1876 publica-se Album de caricaturas: phrases e anexins da língua portugueza que conta com a participação de Júlio César Machado. Seduzido pelo Brasil, também aí (de 1875 a 1879) animou "O Mosquito", o "Psit!!!" (1877) e "O Besouro", tendo tido tanto impacto que, numa obra recente, intitulada "Caricaturistas Brasileiros", Pedro Corrêa do Lago lhe dedica diversas páginas, enfatizando o seu papel.
O António Maria nas suas duas séries (1879-1885 e 1891-1898), abarcando quinze anos de actividade jornalística, constitui a sua publicação de referência. Ainda fruto do seu intenso labor, Pontos nos ii são editados entre 1885-1891 e A Paródia, o seu último jornal, surge em 1900. Também  dirigiu o Jornal da Infância (1883) e teve colaboração no semanário Jornal do domingo (1881-1888).
A seu lado, nos periódicos, estiveram Guilherme de Azevedo, Guerra Junqueiro, Ramalho Ortigão, João Chagas, Marcelino Mesquita e muitos outros, com contributos de acentuada qualidade literária. Daí que estas publicações constituam um espaço harmonioso em que o material textual e o material icónico se cruzam de uma forma polifónica.

Vivendo numa época caracterizada pela crise económica e política, Raphael enquanto homem de imprensa soube manter uma indiscutível independência face aos poderes instituídos, nunca calando a voz, pautando-se sempre pela isenção de pensamento e praticando o livre exercício de opinião. Esta atitude granjeou um apoio público tal que, não obstante as tentativas, a censura nunca logrou silenciá-lo. E, todas as quintas-feiras, dia habitual da saída do jornal, o leitor e observador podia contar com os piparotes costumeiros, com uma crítica a que se juntava o divertimento. Mas como era natural, essa independência e o enfrentar dos poderes instituídos originaram-lhe alguns problemas como por exemplo o retirar do financiamento d'O António Maria como represália pela crítica ao partido do seu financiador. Também no Brasil arranjou problemas, onde chegou mesmo a receber um cheque em branco para se calar com a história de um ministro conservador metido com contrabandistas. Quando percebe que a sua vida começa a correr perigo, volta a Portugal, não sem antes deixar uma mensagem:
".... não estamos filiados em nenhum partido; se o estivéssemos, não seríamos decerto conservadores nem liberais. A nossa bandeira é a VERDADE. Não recebemos inspirações de quem quer que seja e se alguém se serve do nosso nome para oferecer serviços, que só prestamos à nossa consciência e ao nosso dever, - esse alguém é um infame impostor que mente." ( O Besouro, 1878)

## O homem de teatro

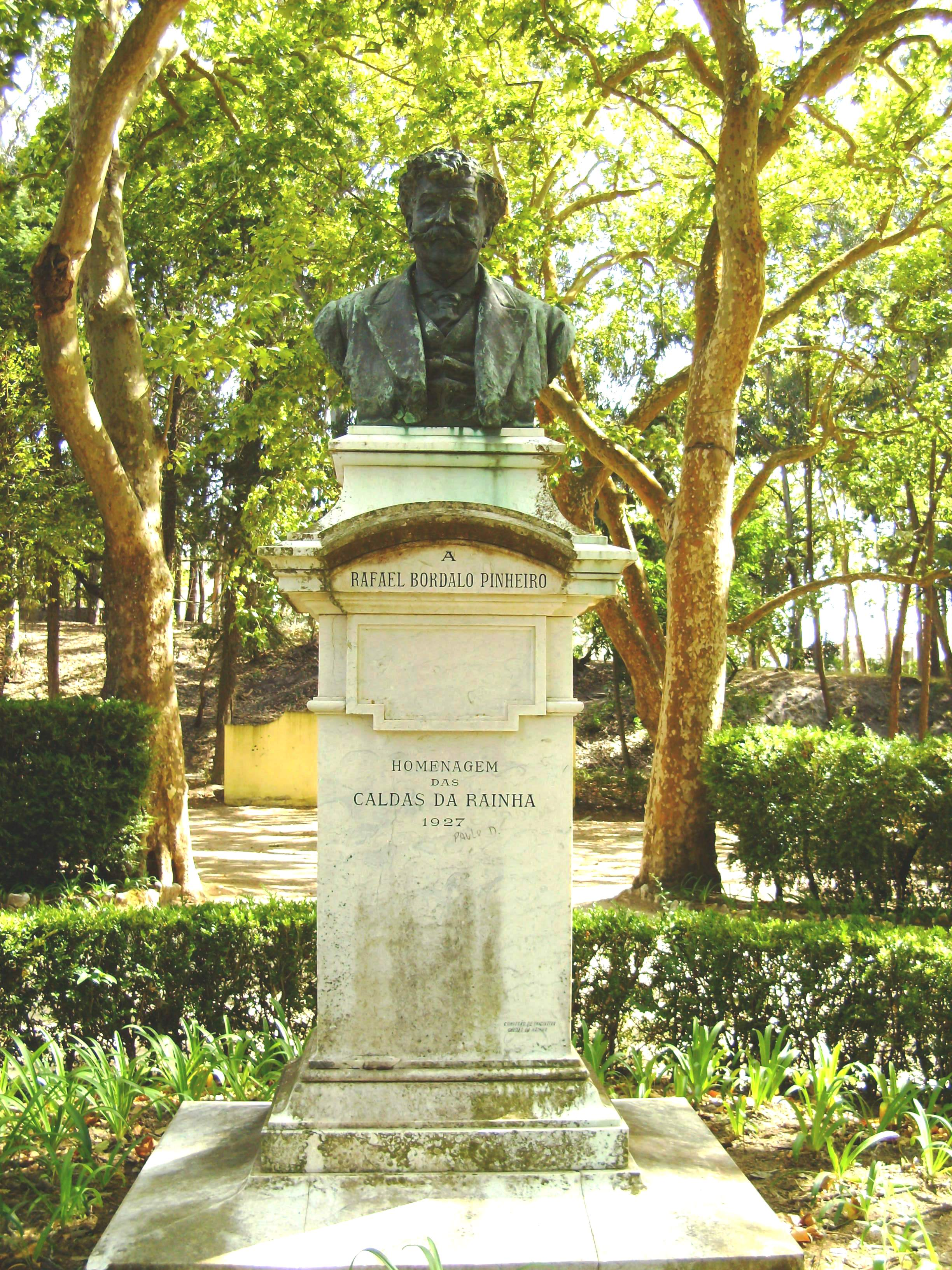
Busto em homenagem a Bordalo Pinheiro (Parque D. Carlos I, Caldas da Rainha).

Com 14 anos apenas, integrado num grupo de amadores, pisou como actor o palco do teatro Garrett, inscrevendo-se depois na Escola de Arte Dramática que, devido à pressão da parte do pai, acabou por abandonar. Estes inícios — se revelaram que o talento de Raphael Bordallo-Pinheiro não se direccionava propriamente para a carreira de actor — selaram, porém, uma relação com a arte teatral que nunca mais abandonou.
Tendo esporadicamente desenhado figurinos e trabalhado em cenários, Raphael Bordallo-Pinheiro foi sobretudo um amante do teatro. Era espectador habitual das peças levadas à cena na capital, frequentava assiduamente os camarins dos artistas, participava nas tertúlias constituídas por críticos, dramaturgos e actores. E transpunha, semana a semana, o que via e sentia, graficamente, nos jornais que dirigia. O material iconográfico legado por Raphael Bordallo-Pinheiro adquire, neste contexto, uma importância extrema porque permite perceber muito do que foi o teatro, em Portugal, nessas décadas.
Em centenas de caricaturas, Raphael Bordallo-Pinheiro faz aparecer o espectáculo, do ponto de vista da produção: desenha cenários, revela figurinos, exibe as personagens em acção, comenta prestações e critica 'gaffes'. A par disso, pelo seu lápis passam também as mais variadas reacções do público: as palmas aos sucessos, muitos deles obra de artistas estrangeiros, já que Lisboa fazia parte do circuito internacional das companhias; as pateadas estrondosas quando o público se sentia defraudado; os ecos dos bastidores; as anedotas que circulavam; as bisbilhotices dos camarotes enfim, todo um conjunto de aspectos que têm a ver com a recepção do espectáculo e que ajudam a compreender o que era o teatro e qual o seu papel na Lisboa oitocentista.